# Referendum in Lituania del 2012
Il referendum in Lituania si svolse il 14 ottobre 2012, contemporaneamente alle elezioni parlamentari del 2012, per consultare gli elettori sulla costruzione di una nuova centrale nucleare. La proposta fu respinta dal 65% dei votanti.

## Contesto

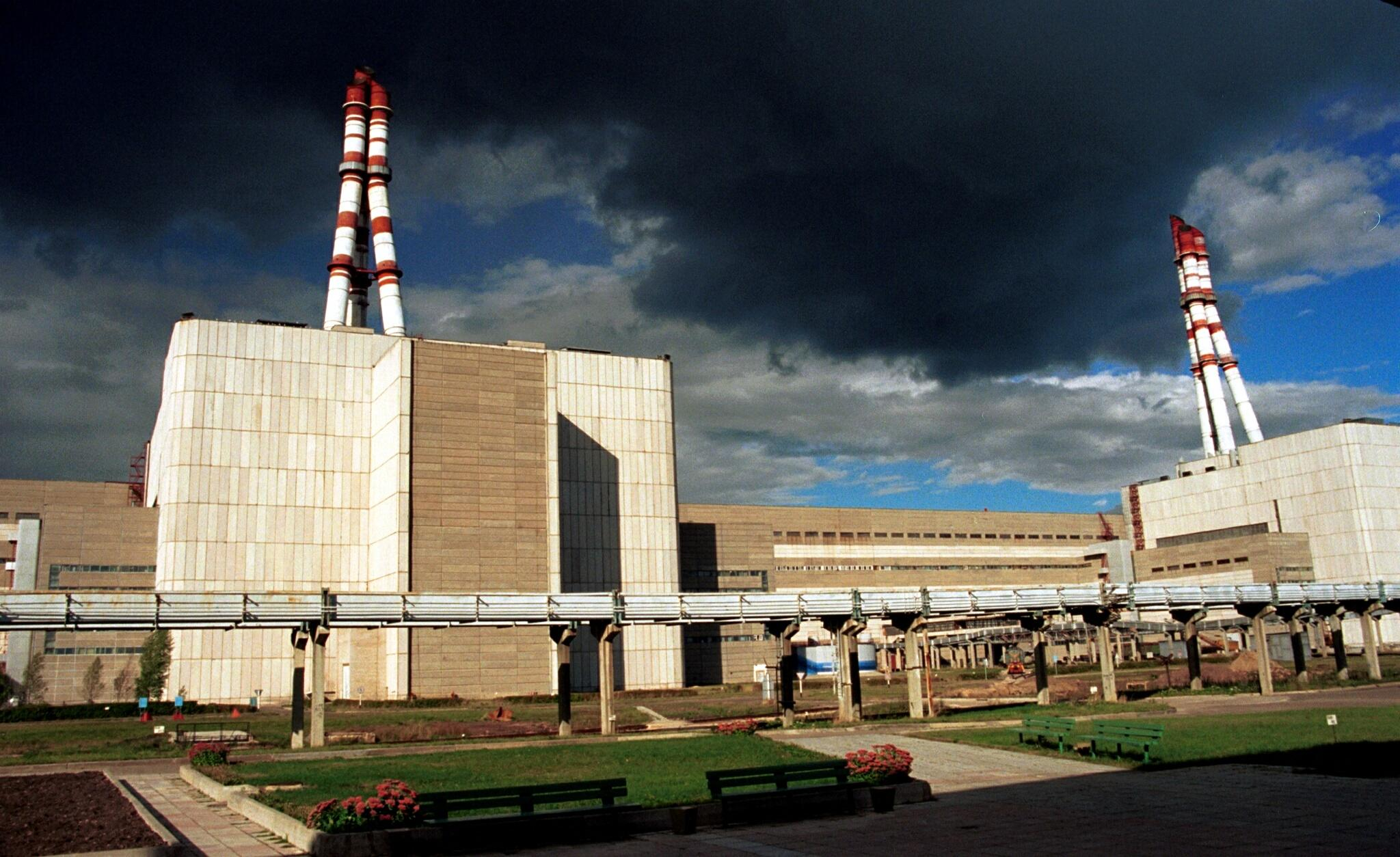
Centrale nucleare di Ignalina, chiusa alla fine del 2009.

La centrale nucleare di Ignalina, essendo di progettazione simile alla centrale nucleare di Černobyl', venne giudicata troppo pericolosa dalla Commissione europea e pertanto venne chiusa il 31 dicembre 2009, come parte di un accordo concordato quando la Lituania ha aderito all'UE nel 2004. Il referendum del 2008 aveva visto peraltro una larga maggioranza di elettori (89%) votare a favore del mantenimento dell'impianto, ma la bassa affluenza del 48% (con la soglia del quorum fissata al 50%) aveva invalidato il risultato.

Localizzazione di Visaginas

Dopo la chiusura dello stabilimento di Ignalina, la Lituania divenne dipendente all'80% dalle forniture energetiche della vicina Russia. In seguito, il governo lituano avviò i piani per costruire una nuova centrale nucleare da 1.350 MW a Visaginas entro il 2020-2022, con la compartecipazione della Lettonia, dell'Estonia e della società giapponese Hitachi. La Lituania avrebbe posseduto il 38% del nuovo impianto nucleare, l'Estonia il 22%, la Lettonia il 20% e la Hitachi il 20%.
Nel marzo 2011, la Hitachi firmò un contratto di concessione, approvato dal Parlamento nel giugno dello stesso anno. Tuttavia, dopo l'opposizione al progetto che richiedeva enormi costi di costruzione e in conseguenza al disastro nucleare di Fukushima Dai-ichi in Giappone nel marzo 2011, le preoccupazioni sulla sicurezza della centrale nucleare pianificata aumentarono, con molte voci contrarie alla costruzione. In tali circostanze, l'opposizione presentò al parlamento un disegno di legge referendaria per chiedere parere ai cittadini sulla costruzione di una nuova centrale nucleare. Il 16 luglio la Seimas decise con ampia maggioranza di indire un referendum consultivo sulla costruzione del nuovo impianto con un voto di 62-39. La proposta di indire un referendum fu osteggiata dall'Unione della Patria - Democratici Cristiani di Lituania, che accusò i partiti di opposizione di cercare di trarre capitale politico dalla questione prima delle elezioni. L'ex presidente Valdas Adamkus definì "assurda" la decisione di tenere il referendum, chiedendosi: "E se la nazione decidesse contro e il governo decidesse di costruirla?"

## Risultati
| Scelta                        | voti      | %     |
| ----------------------------- | --------- | ----- |
| Sì                            | 463.966   | 35,23 |
| No                            | 853.163   | 64,77 |
| Schede bianche/nulle          | 43.953    | –     |
| Totale                        | 1.361.082 | 100   |
| Elettori registrati/affluenza | 2.588.418 | 52,58 |
| Fonte: VRK                    |           |       |

## Conseguenze
Il 16 novembre 2012, il primo ministro designato Algirdas Butkevičius annunciò che, in seguito ai risultati del referendum, la prevista centrale nucleare non sarebbe stata costruita, affermando che "Il popolo ha espresso la sua volontà nel referendum e io voglio seguire quella volontà".
Dopo circa un anno, nel novembre 2013 la Bielorussia iniziò la costruzione della centrale nucleare di Astraviec, situata a 16 km di distanza dal confine con la Lituania e vicina al sito di Visaginas.